# Muhira
Muhira ist eine von sieben Zellen (Verwaltungseinheiten 4. Ebene) im Sektor Rugerero des Distrikts Rubavu in der Westprovinz von Ruanda. Sie liegt östlich der Stadt Gisenyi auf einer Höhe von etwa 1810 m. Nachbarzellen sind im Nordosten Bisizi, im Osten Kanyefurwe und Mahoko, im Südosten Nyundo, im Südwesten Terimbere, im Westen Rugerero und im Nordwesten Basa. Im Süden liegt Muhira an der Nationalstraße 2. Von dieser aus geht eine District Road durch Muhira nach Norden ab.